# Bernd Drogan
Bernd Drogan (Döbern, 26 d'octubre de 1955), va un ciclista alemany que va defensar el colors de la República Democràtica Alemanya. Del seu palmarès destaquen dos Campionats del Món en contrarellotge per equips, un en ruta amateur, i una medalla de plata als Jocs Olímpics de Moscou de 1980.

## Palmarès
- 1976
  - 1r a la Harzrundfahrt
  - Vencedor d'una etapa a la Volta a la RDA
- 1977
  - Campió de la RDA en muntanya
  - 1r a la Volta a la RDA
  - 1r al Tour de Valclusa
  - 1r a la Volta a Bohèmia i vencedor d'una etapa
  - Vencedor d'una etapa a la Cursa de la Pau
  - Vencedor de 2 etapes a la Volta a Eslovàquia
- 1978
  - Campió de la RDA en contrarellotge
  - Campió de la RDA en muntanya
  - 1r a la Volta a la RDA i vencedor de 2 etapes
  - 1r al Circuit de La Sarthe i vencedor d'una etapa
- 1979
  -  Campió del món en contrarellotge per equips (amb Falk Boden, Hans-Joachim Hartnick i Andreas Petermann)
  - 1r a la Volta a la RDA i vencedor d'una etapa
  - Vencedor de 3 etapes a la Cursa de la Pau
- 1980
  -  Medalla de plata als Jocs Olímpics de Moscou en Contrarellotge per equips (amb Falk Boden, Hans-Joachim Hartnick i Olaf Ludwig)
  - Vencedor d'una etapa a la Volta a la RDA
  - Vencedor d'una etapa al Tour de Valclusa
- 1981
  -  Campió del món en contrarellotge per equips (amb Falk Boden, Mario Kummer i Olaf Ludwig)
  - Campió de la RDA en contrarellotge
  - Vencedor d'una etapa a la Volta a Cuba
  - Vencedor d'una etapa a la Volta a la Baixa Saxònia
- 1982
  -  Campió del món en ruta amateur
  - Campió de la RDA en critèrium
  - Campió de la RDA en contrarellotge per equips
  - 1r a la Volta a la RDA i vencedor d'una etapa
  - 1r a la Rund um die Hainleite
  - Vencedor de 2 etapes a la Volta a Eslovàquia
- 1983
  - 1r a la Volta a Eslovàquia i vencedor de 2 etapes
  - Vencedor d'una etapa al Giro de les Regions
  - Vencedor d'una etapa a la Volta a la RDA
  - Vencedor d'una etapa al Tour de l'Avenir
- 1984
  - Medalla d'or als Jocs de l'amistat en contrarellotge per equips
  - Vencedor d'una etapa al Tour de Normandia
  - Vencedor d'una etapa a la Volta a la RDA